# 金敏書
金敏書（1996年4月9日—），藝名MINSEO（韓語：민서），是韓國歌手和演員。2015年參加韓國Mnet電視台選秀節目《Superstar K7》進入前6強而引發關注，於2017年和尹鍾信創辦的Mystic娛樂簽約成為旗下藝人。2018年發行首張單曲《The Grand Dreams》（멋진 꿈）正式出道。

## 演藝經歷
於2015年參加SUPER STAR K第七季 ,並止步於6強。
2016年和Mystic娛樂簽約。同年6月，為電影《下女誘罪》獻唱歌曲"我來了"。 10月18日，和尹鐘信合作的單曲"初次"收錄於10月份的月刊尹鍾信。2016年11月，單曲"愛著你的你"收錄於11月份的月刊尹鍾信。
2017年11月和合作尹鐘信的歌曲"YES"收錄於11月份的月刊尹鍾信。同年12月為電視劇《神級秘書》獻唱歌曲 "你在嫉妒吧" 。

## 影視作品

### 電視劇
- 2017年：JTBC《不知不覺18》飾演 洪多恩
- 2021年：KBS《Imitation》飾演 劉莉亞 (Tea Party成員)

### 網路劇
- 2019年：《有點敏感也沒關係2》飾演 金允珠 (主演群之一)
- 2019年：《總之是紀念日》飾演 孔侑珍 (主演群之一)

### 綜藝
- 2019年10月13日 - 2019年11月18日：YouTube《青春真人秀:創意校園》

## 參賽經歷
- SUPER STAR K第七季 [11]

## 音樂作品

### SoundCloud
| 發布日期       | 歌曲 | 備註          | Ref.   |
| 2021年12月24日 | 이누 | 和SF9輝映合作 | [ 12 ] |

### 迷你專輯
| # | 專輯資訊 | 曲目 |
| 1 | The Diary of Youth (青春日記) - 發行日期: 2019年1月29日 - 專輯長度: 18:39 - 音樂類型: - 發行形式: - 唱片公司: | 1. 2cm (Feat. Paul Kim) 2. Is Who 3. 明明就不懂 (Growing Up) 4. 美夢 (The Grand Dreams) 5. 美夢 (The Grand Dreams) (Acoustic Version) |

### 單曲
| 單曲                            | 發布日期      | 備註 | 所屬專輯                        | Ref.   |
| 美夢 (The Grand Dreams)         | 2018年3月6日  |      | 青春日記                        | [ 14 ] |
| 奇怪的孩子 (Weird You)          | 2018年3月23日 |      | Listen 022 Weird You            | [ 15 ] |
| 明明就不懂 (Growing Up)         | 2018年4月19日 |      | 青春日記                        |        |
| Is Who                          | 2018年6月20日 |      | 青春日記                        |        |
| Zero                            | 2018年7月23日 |      | Zero                            |        |
| 介紹 (Recover)                  | 2019年9月24日 |      | Listen 032 Growing Up           |        |
| 成長 (Growing Up)               | 2019年9月24日 |      | Listen 032 Growing Up           |        |
| No Good Girl                    | 2020年4月28日 |      | No Good Girl                    |        |
| 和我一起玩的人 (Who's With Me?) | 2021年1月24日 |      | 和我一起玩的人 (Who's With Me?) |        |

### OST
| OST                                   | 發布日期       | 所屬專輯                   | 備註                                          |
| 我來了                                | 2016年6月3日   | 下女的誘惑 原聲帶          | 和孫佳人合唱                                  |
| 你在嫉妒吧 (You Must Love Me)         | 2017年12月19日 | 神級秘書 原聲帶            |                                               |
| 步履蹣跚 (Way Back Home)              | 2019年2月20日  | 有點敏感也沒關係2 原聲帶   |                                               |
| The First Love                        | 2019年4月16日  | 會讀心術的那小子 原聲帶    |                                               |
| 夏威夷 (Ha~ Why)                      | 2019年6月18日  | 總之是紀念日 原聲帶        |                                               |
| Star                                  | 2019年8月9日   | 醫生耀漢 原聲帶            |                                               |
| 痛了又痛 (Sick)                       | 2019年10月29日 | 朝鮮浪漫喜劇–綠豆傳 原聲帶 |                                               |
| 告訴你吧 (Love Yourself)              | 2020年1月28日  | Black Dog (電視劇) 原聲帶  |                                               |
| 到那天為止 (Until The Day)            | 2020年8月5日   | P牌女議員 原聲帶           |                                               |
| Call Me                               | 2021年5月8日   | Imitation 原聲帶           | 和林娜榮、鄭知蘇合唱                          |
| Show Me                               | 2021年5月21日  | Imitation 原聲帶           | 和林娜榮、鄭知蘇合唱                          |
| Mini Date                             | 2021年7月10日  | Imitation 原聲帶           | 和輝映（SF9）合唱                             |
| 星座（Your Sign）                     | 2021年7月23日  | Imitation 原聲帶           | 和SHAX; Tea Party; Sparkling; 朴芝妍（T-ara） |
| 注視你的這件事（너를 바라만 보는 게） | 2022年1月11日  | 花開時想月 原聲帶          |                                               |
| 如果忘不了（잊을 수 없다면）          | 2022年1月23日  | 不可殺：永生之靈 原聲帶    |                                               |

## 主要獎項
| 年份 | 頒獎典禮             | 獎項              | 入圍作品 | 結果 | Ref.   |
| 2018 | Gaon Chart K-POP大獎 | 年度歌手 (音源部) | YES      | 提名 | [ 16 ] |
| 2018 | Gaon Chart K-POP大獎 | 粉絲投票人氣獎    | 不適用   | 提名 |        |
| 2018 | 香港亞洲流行音樂節   | 最佳歌曲演繹大獎  | YES      | 獲獎 | [ 17 ] |
| 2018 | 香港亞洲流行音樂節   | 人氣大獎          | 不適用   | 提名 |        |

### 音樂節目獎項
| 年份 | 日期    | 電視台 | 節目名稱   | 獲獎歌曲 | 排名 | Ref. |
| 2017 | 12月1日 | KBS    | Music Bank | YES      | 1    |      |
| 2017 | 12月3日 | SBS    | 人氣歌謠   | YES      | 1    |      |

## 外部連結
- 金敏書的Facebook專頁
- 金敏書的Instagram帳戶
- YouTube上的金敏書頻道
- 官方網站 （页面存档备份，存于）
- Mystic Story Naver Post （页面存档备份，存于）